# ウェスト・ケンジントン駅
ウェスト・ケンジントン駅（ウェスト・ケンジントンえき、英語: West Kensington station）は、ロンドンのウェスト・ケンジントンにあるロンドン地下鉄ディストリクト線の駅である。トラベルカード・ゾーン2に属する。
なお、ディストリクト線に並行してピカデリー線も走行しているが、ホームはなく停車しない。

## 歴史
この駅は1874年9月9日に、メトロポリタン・ディストリクト鉄道（MDR、現在のディストリクト線）が、アールズ・コート駅からハマースミス駅までを延伸開業した際に「フラム - ノース・エンド駅」として開業した。その時点で西側の次の駅はハマースミスであった（バロンズ・コートは1905年まで開業しなかった）。
1877年、駅名を「ウェスト・ケンジントン駅」に改称した。
1927年、駅舎が建て替えられた。チャールズ・ホルデンによるデザインは、1926年に開業したノーザン線のモーデン駅までの延伸線でホルデンが用いたものと類似の素材の使用・仕上げである。

### リリー・ブリッジ車両基地
駅の東に少し離れた場所に地下鉄の車両基地であるリリー・ブリッジへの引き上げ線がある。
この車両基地は1871年にMDRの列車を収容するために建設された。しかし、1905年にMDRの路線が電化された時、イーリング・コモン駅に新しい車両基地が建設された。
車両基地はその後、1906年に開業したピカデリー線用の車両基地となった。ピカデリー線の列車が車両基地へ向かう際には、回送列車がディストリクト線の線路を西隣のバロンズ・コート駅からウェスト・ケンジントン駅まで走行し、入場した。これはピカデリー線がハマースミスより西に延伸し、新たにピカデリー線用にノースフィールズ駅に新しい車両基地が整備された1932年まで継続された。その後、車両基地は車両工場に転用されている。

## 周辺
駅はウェスト・クロムウェル・ロード・Talgarth Road（国道A4号線）とノース・エンド・ロード（国道B317号線）のジャンクション付近にある。
ウェスト・ケンジントン駅の東の線路に隣接してロンドン地下鉄のオフィス・ビルである、ロンドン地下鉄グループ総裁、ロンドン旅客運輸公社の委員かつロンドン交通局の先任者であるアシュフィールド男爵を記念して名付けられた「アシュフィールド・ハウス(Ashfield House)がある。

## 運行
昼間の発車パターンは以下の通り。本数は1時間あたりのもの。
- 西行き
  - 6本 イーリング・ブロードウェイ駅行き
  - 6本 リッチモンド駅（英語版）行き
- 東行き
  - 12本 アップミンスター駅行き

## バス路線
ロンドンバスの28、391系統と、深夜バスのN28系統が発着する。

## 隣の駅
ロンドン交通局
ロンドン地下鉄
■ディストリクト線
イーリング支線
バロンズ・コート駅 - ウェスト・ケンジントン駅 - アールズ・コート駅